# Yesterday (2019)
Yesterday ist eine britische Musikkomödie von Danny Boyle, die am 28. Juni 2019 in die Kinos im Vereinigten Königreich und in den USA und am 11. Juli 2019 in die deutschen Kinos kam.

## Handlung
Als der erfolglose Singer-Songwriter und ehemalige Lehrer Jack Malik infolge eines weltweiten Stromausfalls von einem Bus angefahren wird, geschehen zwei Dinge. Zum einen schlägt er sich zwei Zähne aus, zum anderen verschwinden die Beatles und mit ihnen alle ihre Songs aus der Geschichte und der Erinnerung der Menschen. Nur Jack kennt plötzlich als scheinbar einziger Mensch die Band und ihre zahlreichen Megahits. Bislang kamen immer nur seine Freunde und seine Amateur-Managerin, die Mathematiklehrerin Ellie, regelmäßig zu seinen Auftritten. Seit sie Jack bei einem Talentwettbewerb in der Schule Wonderwall von Oasis singen gehört hatte, glaubt Ellie an sein Talent und seinen Erfolg.
Nach seinem Unfall begeistert Jack seine Zuhörer im privaten Kreis mit seiner Interpretation von Yesterday, das keiner kennt. Auch bei Hey Jude und Let It Be glauben Freunde und Familie, diese Lieder stammten von ihm. Umgekehrt fühlt Jack sich auf den Arm genommen, als alle zusammen beteuern, keine Beatles zu kennen. Erst als er auch im Internet und in seiner eigenen Schallplattensammlung keine Spuren der Beatles mehr finden kann, begreift er, dass seine Freunde die Wahrheit sagen und er anscheinend in einer neuen Welt lebt, in der es diese Band und ihre Welterfolge nie gegeben hat; ebenso wenig wie die Band Oasis, Zigaretten, Coca-Cola und Harry Potter. Bekannt in dieser Welt sind jedoch die Rolling Stones und Pepsi. Jack nutzt seinen Vorteil, sich an viele der Songs zu erinnern, und tritt nun mit den übernommenen Songs auf, die er als seine ausgibt. An die meisten Texte der Beatles-Songs kann sich Jack ganz gut erinnern, bei Eleanor Rigby und Penny Lane hat er jedoch Schwierigkeiten, die Wörter in die richtige Reihenfolge zu bringen. Der erfolgreiche Singer-Songwriter Ed Sheeran wird auf ihn aufmerksam und heuert ihn als Vorband an, was Jacks Bekanntheit rasend schnell vergrößert. Ed Sheerans Produzentin Debra holt Jack nach Los Angeles, um mit ihm weitere Songs aus dem Beatles-Repertoire zu produzieren. Als Jack hierzu seine Heimatstadt Lowestoft verlassen muss, gesteht ihm Ellie ihre Liebe, ist aber auch nicht bereit, ihren Job als Lehrerin aufzugeben und mitzukommen. Durch die große Distanz reduziert sich der Kontakt der beiden, wenngleich sie einander vermissen. Jack kann den Verlockungen des Ruhms nicht widerstehen, denn er hat nun gerade jenen Erfolg, an den Ellie in der Vergangenheit immer geglaubt hat. Nach einiger Zeit werden Ellie und Gavin (der gemeinsame Freund, in dessen Tonstudio Jacks erste Aufnahmen entstanden) ein Paar; Jack nimmt dies äußerlich mit Fassung auf.
Jack wird zum größten Songwriter und Musiker aller Zeiten aufgebaut und soll sein erstes Album veröffentlichen. Er beginnt jedoch, an der Richtigkeit seines Weges zu zweifeln und ängstigt sich zusehends vor seiner Enttarnung. Doch zwei Menschen, die sich ebenfalls an die Beatles erinnern können, kommen dankbar zu ihm. Sie ermuntern ihn, seinen Weg weiterzugehen und so die Musik der Beatles in der Parallelwelt bekannt zu machen. Sie raten ihm jedoch, ehrlich zu sein, wo immer es möglich ist. Beim Abschied geben sie ihm die Adresse des 78-jährigen John Lennon, der in dieser Welt tatsächlich noch lebt. Allerdings ist dieser kein weltbekannter Musiker, sondern war zur See gefahren und hat nun sein Glück in der Malerei gefunden.
Lennon gibt ihm mit auf den Weg, welche große Bedeutung die Liebe im Leben spielt. Er rät ihm, um die Liebe seines Lebens zu kämpfen und seine Gefühle zu offenbaren. Auch müsse man zu allen Menschen ehrlich sein. Daraufhin enthüllt Jack als Special Guest am Ende eines Ed-Sheeran-Konzerts im ausverkauften Wembley-Stadion die Wahrheit und stellt gleichzeitig zum Entsetzen seiner Managerin alle von ihm gecoverten Beatles-Lieder kostenlos zum Download bereit. Und zuletzt gesteht er Ellie seine Liebe und kann sie dadurch zurückgewinnen.
Jack gründet mit Ellie eine Familie und wird Musiklehrer.

## Produktion
Regie führte Danny Boyle, der 2009 für die beste Regie bei dem Film Slumdog Millionär mit einem Oscar ausgezeichnet worden war. Das Drehbuch schrieb Richard Curtis. Yesterday, der Titel des Films, bezieht sich auf den gleichnamigen Beatles-Song, zugleich einen der erfolgreichsten Titel der Band. Dieser wurde von MTV und Rolling Stone zum besten Popsong seit 1963 erklärt. Auf der Rolling-Stone-Liste der 500 besten Songs aller Zeiten belegt Yesterday Platz 13. Im Hörfunk gilt es als das am meisten gespielte Musikstück.

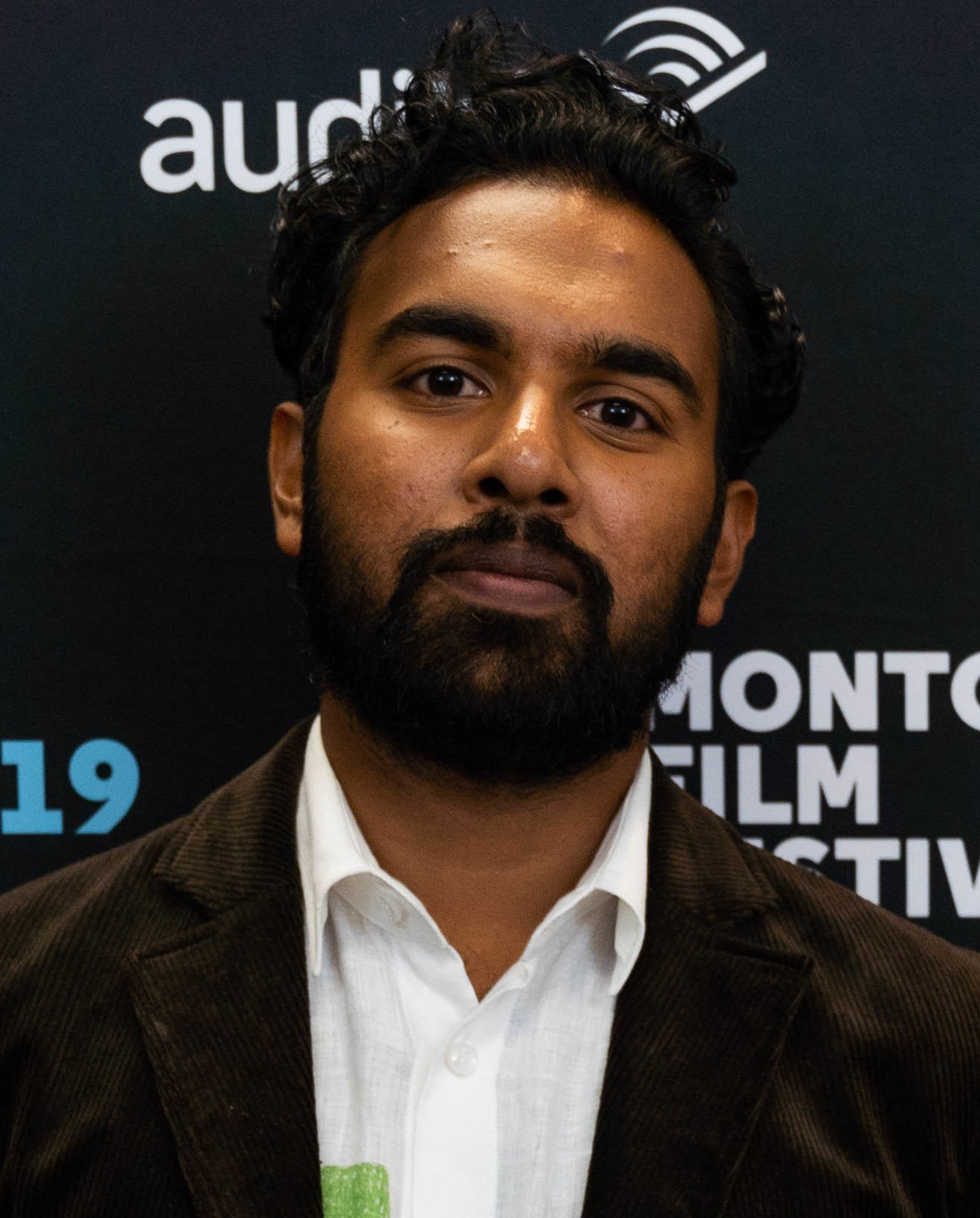
Die Hauptrolle von Jack Malik wurde mit Himesh Patel besetzt

Die Hauptrolle von Jack Malik wurde mit Himesh Patel besetzt. Lily James spielt seine Managerin Ellie, Kate McKinnon übernahm die Rolle von Ed Sheerans fiktiver Managerin Debra.
Gedreht wurde der Film unter anderem von April bis Juni 2018 in Gorleston-on-Sea in Norfolk. Am dortigen Strand entstand eine Konzertszene. Ende Mai 2018 drehte man in der Penny Lane in Liverpool. Weitere Aufnahmen entstanden in Los Angeles.
Die Filmmusik komponierte Daniel Pemberton. Ein Soundtrack, der neben Pembertons Arbeit auch die Cover-Versionen der Songs der Beatles enthält, wurde am 21. Juni 2019 von Universal Music/Polydor Records veröffentlicht. Dieser stieg am 28. Juni 2019 auf Platz 4 in die Soundtrack Album Charts und auf Platz 68 in die Official Albums Chart Top 100 im Vereinigten Königreich ein.
Ein erster Trailer wurde im Februar 2019 vorgestellt. Der Film wurde am 4. Mai 2019 beim Tribeca Film Festival als Abschlussfilm gezeigt und feierte hier seine Weltpremiere. Am 28. Juni 2019 kam er in die US-Kinos und die Kinos im Vereinigten Königreich. Zuvor erfolgte hier eine Vorstellung beim Edinburgh International Film Festival. Mitte Juni 2019 sollte er als Abschlussfilm beim Sydney Film Festival präsentiert werden. Der Kinostart in Deutschland erfolgte am 11. Juli 2019, ebenso in Österreich. Zuvor wurde er Ende Juni und Anfang Juli 2019 beim Filmfest München in der Sektion Spotlight gezeigt und feierte hier seine Deutschlandpremiere. Die Veröffentlichung auf Prime Video erfolgte am 8. März 2021.
Im Dezember 2022 wurde eine Verbraucherschutzklage vor US-Gerichten eingereicht, weil die Schauspielerin Ana de Armas im Trailer des Kinofilms zu sehen war, in der endgültigen Fassung des Films aber herausgeschnitten wurde.

## Rezeption

### Kritiken
Insgesamt stieß der Film bei den Kritikern auf geteiltes Echo.

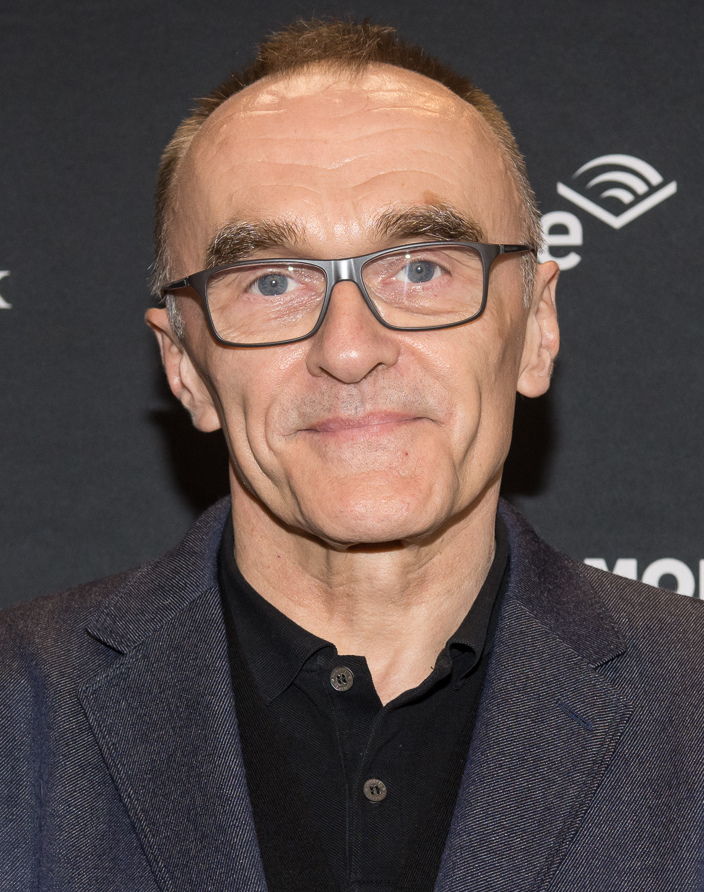
Regie führte Danny Boyle

Owen Gleiberman von Variety erklärt, Yesterday enthalte nur die ikonischen Beatles-Tracks, die man in eine Sammlung der „12 besten Songs der Beatles!“ aufnehmen würde, stellt sich gleichzeitig aber die Frage, warum es Lieder wie Lovely Rita, You Won’t See Me, Dig a Pony oder Martha My Dear nicht in den Film geschafft haben. Dies führt Gleiberman auf die Art und Weise zurück, wie die Filmemacher die Beatles zu einer Art Karaoke-Kitsch-Epiphanie reduzieren. Der Film bewege sich nur an der musikalischen und emotionalen Oberfläche der Weißglut der Band entlang und sei nur wenig daran interessiert, die Welt der Beatles zu entdecken. Wäre dem so, hätten Richard Curtis und Danny Boyle seiner Ansicht nach einen Weg gefunden, uns zu zeigen, dass die Welt ohne die Beatles ein kargerer Ort wäre. In Yesterday jedoch sehe eine Welt ohne die Beatles nicht anders aus, so dass die Fantasie des Films, dass die Beatles wiederkommen, wenig Wirkung hat, so Gleiberman.
Gaby Sikorski von der Arbeitsgemeinschaft Kino schreibt, Boyle und Curtis hätten gemeinsam eine Liebeserklärung an die Beatles und ihre Musik geschaffen. Manche Szenen könnten unvergesslich werden und damit den Film ebenfalls unsterblich machen: „Wie Jack versucht, sich in komischer Verzweiflung an den Text von Eleanor Rigby zu erinnern, oder wie er seinen musikalisch ahnungslosen, ansonsten goldigen Eltern mit großer Inbrunst Let it be vorspielen will und dabei ständig unterbrochen wird. Am Ende heißt es All you need is Love, und diese größte aller Beatles-Hymnen setzt den gelungenen Schlusspunkt hinter einen Gute-Laune-Film der Extraklasse.“ Boyle setze dabei in beeindruckender Weise seinen Hauptdarsteller in Szene, so Sikorski weiter, und der Newcomer Himesh Patel habe viel vom jungen Hugh Grant, obwohl er ihm äußerlich denkbar unähnlich sei.
Oliver Kube von Filmstarts meint, dass Boyle es verstehe, mit einem überzeugenden Cast „die Story so temporeich umzusetzen, dass sie lange Zeit viel Spaß macht“. Die Nebenfiguren Rocky und Debra sorgten effektiv für die humoristischen Einlagen und Ed Sheeran zeige Selbstironie. Mit „viel Liebe und visuellem Einfallsreichtum“ seien Referenzen an die realen Beatles eingestreut. Die Feel-Good-Komödie verflache aber zum Ende hin und habe ein „unnötig sentimentales“ Ende mit einem „einfachen Ausweg aus der Geschichte“. Bert Rebhandl schreibt in der FAZ, der Duktus sei „genuin heutig, die Generation, die mit den spielerischen Tools der Wisch- und Like-Erscheinungen aufgewachsen ist“, finde hier ein filmisches Idiom. Zugleich sei Yesterday „dezidiert altmodisch in dem Sinn, in dem die Beatles inzwischen auch nostalgisch gehört werden könnten“.
Frank Schnelle von epd Film meint, Regisseur und Drehbuchautor hätten es „auf den Clash von Welthits und Erfolglosigkeit, von Vertrautheit und Ignoranz, von Sixties-Rock und digitaler Ära“ abgesehen. Nebenbei nehme der Film die Mechanismen der zeitgenössischen Musikindustrie aufs Korn, bliebe „im Grunde aber stets bei der Frage, wohin geklauter Ruhm und unverdiente Ehren den Helden am Ende eigentlich führen sollen“. Man hätte sich noch mehr auf das Musikthema fokussieren sollen und zum Beispiel „ergründen können, wie sich das Fehlen der Beatles tatsächlich auf unsere Popkultur ausgewirkt hätte“. In der zweiten Hälfte liege der Schwerpunkt mehr auf einer Love Story, die sich an Curtis’ romantische Komödien anlehne. Am Ende erinnere der Film „mit Witz und Esprit an die großen Errungenschaften der Britishness“.

### Einsatz im Unterricht
Das Onlineportal kinofenster.de empfiehlt Yesterday für die Unterrichtsfächer Musik, Englisch, Deutsch und Geschichte und bietet Materialien zum Film für den Unterricht. Philipp Bühler schreibt dort, die zentrale Idee einer Welt ohne die Beatles stelle jede Schulklasse im Musik- und Englischunterricht vor einen Test: „Wer kennt sie noch, die alten Songs? […] Der Film selbst thematisiert das Internet als riesiges Archiv, in dem Erinnerungen gespeichert, aber möglicherweise auch irgendwann gelöscht werden. Wie also konstituiert sich das kulturelle Gedächtnis? Welchen Schwankungen unterliegt der Wert von Büchern, Filmen oder der schnelllebigen Popmusik?“

### Einspielergebnis
Die weltweiten Einnahmen des Films aus Kinovorführungen belaufen sich auf 142,3 Millionen US-Dollar. In Deutschland verzeichnete er ca. 785.000 Besucher, 2019 war das Platz 32 unter den Kinofilmen des Jahres.

### Auszeichnungen (Auswahl)
Der Film befindet sich in einer Vorauswahl für den Europäischen Filmpreis 2019. Im Folgenden weitere Nominierungen.
Hollywood Music in Media Awards 2019
- Nominierung in der Kategorie Music Supervision – Film (Angela Leus)
- Nominierung als Bestes Soundtrack-Album[31]

People’s Choice Awards 2019
- Nominierung in der Kategorie Comedy Movie of 2019[32]

Saturn-Award-Verleihung 2019
- Nominierung als Bester Fantasyfilm

Teen Choice Awards 2019
- Nominierung in der Kategorie Choice Summer Movie
- Nominierung in der Kategorie Choice Summer Movie Actor (Himesh Patel)[33]

## Synchronisation
Die deutschsprachige Synchronisation entstand nach einem Dialogbuch und der Dialogregie von Oliver Rohrbeck im Auftrag der Interopa Film GmbH, Berlin.
| Darsteller        | Synchronsprecher   | Rolle       |
| ----------------- | ------------------ | ----------- |
| Himesh Patel      | Nicolás Artajo     | Jack Malik  |
| Sophia Di Martino | Isabelle Schmidt   | Carol       |
| Kate McKinnon     | Katrin Fröhlich    | Debra       |
| Ed Sheeran        | Nico Sablik        | Ed Sheeran  |
| Lily James        | Yvonne Greitzke    | Ellie       |
| Alexander Arnold  | Amadeus Strobl     | Gavin       |
| Javon Prince      | Kaze Uzumaki       | Hans        |
| Sanjeev Bhaskar   | Hans Hohlbein      | Jed Malik   |
| Robert Carlyle    | Tobias Lelle       | John Lennon |
| Harry Michell     | Gerrit Schmidt-Foß | Nick        |
| Joel Fry          | Julien Haggège     | Rocky       |